# Sender Trstelj
Der Sender Trstelj ist eine Sendeanlage für Hörfunk und Fernsehen auf dem 600 Meter hohen Berg Trstelj südlich der Stadt Nova Gorica. Als Antennenträger wird ein freistehender Stahlfachwerkturm verwendet.

## Frequenzen und Programme

### Analoger Hörfunk (UKW)
| Frequenz (MHz) | Programm       | RDS PS              | RDS PI | Regionalisierung | ERP (kW) | Antennendiagramm rund (ND)/gerichtet (D) | Polarisation horizontal (H)/vertikal (V) |
| -------------- | -------------- | ------------------- | ------ | ---------------- | -------- | ---------------------------------------- | ---------------------------------------- |
| 92,7           | Slovenija 1    | __PRVI__            | 9201   | –                | 5        | D (280–140°)                             | V                                        |
| 94,3           | VAL 202        | VAL_202_            | 9202   | –                | 5        | D (280–140°)                             | V                                        |
| 96,7           | Radio SI       | RADIO_SI            | 933A   | –                | 5        | D (280–140°)                             | V                                        |
| 99,1           | Radio 1        | RADIO_1_ / ENA_NG__ | 9357   | Primorska        | 5        | D (280–140°)                             | V                                        |
| 100,0          | Radio Robin    | _ROBIN__            | 9436   | –                | 1        | D (310–130°)                             | V                                        |
| 102,2          | ARS            | __ARS___            | 9203   | –                | 5        | D (280–140°)                             | V                                        |
| 104,5          | Radio Ognjišče | OGNJISCE            | 932F   | –                | 5        | D (280–140°)                             | V                                        |

### Digitales Fernsehen (DVB-T)
DVB-T wird im Gleichwellenbetrieb (SFN) mit anderen Senderstandorten ausgestrahlt:
| Kanal | Frequenz (in MHz) | Multiplex          | Programme im Multiplex | ERP (in kW) | Antennen- diagramm rund (ND) / gerichtet (D) | Polarisation horizontal (H) / vertikal (V) |
| ----- | ----------------- | ------------------ | --- | ----------- | -------------------------------------------- | ------------------------------------------ |
| 27    | 522               | MUX-A/Zahod (West) | - TV SLO 1 HD - TV SLO 2 HD - TV SLO 3 HD - TV Koper - TV Maribor                                                                                        | 5           | ND                                           | H                                          |
| 22    | 482               | MUX-C              | - TV Veseljak - Nova24TV - Fox Life - Fox Crime - Fox Movies - National Geographic - Viasat History - Pop TV - Kanal A - Brio - Kino - Oto - Obvestilo C | 5           | ND                                           | H                                          |

### Analoges Fernsehen (PAL)
Bis zur Umstellung auf DVB-T im Jahr 2010 diente der Senderstandort weiterhin für analoges Fernsehen:
| Kanal | Frequenz (MHz) | Programm    | ERP (kW) | Sendediagramm rund (ND)/ gerichtet (D) | Polarisation horizontal (H)/ vertikal (V) |
| ----- | -------------- | ----------- | -------- | -------------------------------------- | ----------------------------------------- |
| 11    | 217,25         | TV SLO 1    | 2        | D (315–80°)                            | V                                         |
| 38    | 607,25         | Kanal A     | 2        | D (315–80°)                            | V                                         |
| 60    | 783,25         | TV SLO 2    | 2        | D (315–80°)                            | V                                         |
| 63    | 807,25         | Pop TV      | 2        | D (315–80°)                            | V                                         |
| 67    | 839,25         | TV Primorka | 2        | D (315–80°)                            | V                                         |